# Europees kampioenschap basketbal vrouwen 2005
Het 30e Europees kampioenschap basketbal vrouwen vond plaats van 2 tot 11 september 2005 in Turkije. 12 nationale teams speelden in 3 steden om de Europese titel.

## Voorronde
De 12 deelnemende landen zijn onderverdeeld in twee poules van zes landen. De top vier van elke poule plaatsten zich voor de kwartfinales. De overige landen speelden om de negende plaats.

### Groep A
De wedstrijden in deze groep vonden plaats in Bursa.
| Datum       | Land        | Score   | Land        |
| ----------- | ----------- | ------- | ----------- |
| 2 september | Polen       | 62 – 75 | Letland     |
| 2 september | Duitsland   | 61 – 66 | Griekenland |
| 2 september | Frankrijk   | 45 – 65 | Tsjechië    |
| 3 september | Letland     | 77 – 67 | Duitsland   |
| 3 september | Tsjechië    | 64 – 47 | Polen       |
| 3 september | Griekenland | 56 – 71 | Frankrijk   |
| 4 september | Duitsland   | 56 – 66 | Polen       |
| 4 september | Griekenland | 54 – 61 | Tsjechië    |
| 4 september | Frankrijk   | 67 – 50 | Letland     |
| 6 september | Tsjechië    | 76 – 50 | Duitsland   |
| 6 september | Letland     | 76 – 47 | Griekenland |
| 6 september | Polen       | 63 – 83 | Frankrijk   |
| 7 september | Letland     | 45 – 76 | Tsjechië    |
| 7 september | Griekenland | 49 – 59 | Polen       |
| 7 september | Frankrijk   | 79 – 48 | Duitsland   |

| Groep A |             |             |             |             |            |            |            |        |
| #       | Land        | Wedstrijden | Wedstrijden | Wedstrijden | Doelpunten | Doelpunten | Doelpunten | Punten |
| #       | Land        | G           | W           | V           | V          | T          | Saldo      | Punten |
| 1       | Tsjechië    | 5           | 5           | 0           | 342        | 241        | +101       | 10     |
| 2       | Frankrijk   | 5           | 4           | 1           | 345        | 282        | +63        | 9      |
| 3       | Letland     | 5           | 3           | 2           | 323        | 319        | +4         | 8      |
| 4       | Polen       | 5           | 2           | 3           | 297        | 327        | -30        | 7      |
| 5       | Griekenland | 5           | 1           | 4           | 272        | 328        | -56        | 6      |
| 6       | Duitsland   | 5           | 0           | 5           | 282        | 364        | -82        | 5      |

### Groep B
De wedstrijden in deze groep vonden plaats in İzmir.
| Datum       | Land                 | Score   | Land                 |
| ----------- | -------------------- | ------- | -------------------- |
| 2 september | Roemenië             | 60 – 92 | Rusland              |
| 2 september | Litouwen             | 74 – 69 | Spanje               |
| 2 september | Turkije              | 81 – 69 | Servië en Montenegro |
| 3 september | Spanje               | 98 – 53 | Roemenië             |
| 3 september | Servië en Montenegro | 77 – 74 | Litouwen             |
| 3 september | Rusland              | 91 – 87 | Turkije              |
| 4 september | Roemenië             | 50 – 63 | Servië en Montenegro |
| 4 september | Spanje               | 83 – 77 | Rusland              |
| 4 september | Litouwen             | 82 – 76 | Turkije              |
| 6 september | Rusland              | 67 – 80 | Litouwen             |
| 6 september | Servië en Montenegro | 52 – 69 | Spanje               |
| 6 september | Turkije              | 66 – 64 | Roemenië             |
| 7 september | Servië en Montenegro | 69 – 86 | Rusland              |
| 7 september | Roemenië             | 56 – 92 | Litouwen             |
| 7 september | Spanje               | 78 – 64 | Turkije              |

| Groep B |                      |             |             |             |            |            |            |        |
| #       | Land                 | Wedstrijden | Wedstrijden | Wedstrijden | Doelpunten | Doelpunten | Doelpunten | Punten |
| #       | Land                 | G           | W           | V           | V          | T          | Saldo      | Punten |
| 1       | Litouwen             | 5           | 4           | 1           | 402        | 345        | +57        | 9      |
| 2       | Spanje               | 5           | 4           | 1           | 397        | 320        | +77        | 9      |
| 3       | Rusland              | 5           | 3           | 2           | 413        | 379        | +34        | 8      |
| 4       | Turkije              | 5           | 2           | 3           | 374        | 384        | -10        | 7      |
| 5       | Servië en Montenegro | 5           | 2           | 3           | 330        | 360        | -30        | 7      |
| 6       | Roemenië             | 5           | 0           | 5           | 283        | 411        | -128       | 5      |

## Kwartfinales
Deze wedstrijden zijn gespeeld Ankara.
| Datum       | Land      | Score   | Land    |
| ----------- | --------- | ------- | ------- |
| 9 september | Litouwen  | 67 – 58 | Polen   |
| 9 september | Spanje    | 69 – 50 | Letland |
| 9 september | Frankrijk | 56 – 70 | Rusland |
| 9 september | Tsjechië  | 86 – 60 | Turkije |

## Plaatsingswedstrijden 9e-12e plaats
Deze wedstrijden zijn gespeeld Ankara.
| Datum                 | Land                 | Score   | Land                 |
| --------------------- | -------------------- | ------- | -------------------- |
| 10 september          | Griekenland          | 67 – 61 | Roemenië             |
| 10 september          | Servië en Montenegro | 73 – 57 | Duitsland            |
| 11 sept. (11e plaats) | Roemenië             | 64 – 98 | Duitsland            |
| 11 sept. (9e plaats)  | Griekenland          | 65 – 79 | Servië en Montenegro |

## Plaatsingswedstrijden 5e-8e plaats
Deze wedstrijden zijn gespeeld Ankara.
| Datum                | Land    | Score   | Land      |
| -------------------- | ------- | ------- | --------- |
| 10 september         | Polen   | 71 – 73 | Frankrijk |
| 10 september         | Turkije | 78 – 81 | Letland   |
| 11 sept. (7e plaats) | Turkije | 71 – 82 | Polen     |
| 11 sept. (5e plaats) | Letland | 62 – 85 | Frankrijk |

## Halve finales
Deze wedstrijden zijn gespeeld Ankara.
| Datum        | Land     | Score   | Land    |
| ------------ | -------- | ------- | ------- |
| 10 september | Litouwen | 50 – 65 | Rusland |
| 10 september | Tsjechië | 76 – 66 | Spanje  |

## Bronzen finale
Deze wedstrijd is gespeeld in Ankara.
| Datum        | Land   | Score   | Land     |
| ------------ | ------ | ------- | -------- |
| 11 september | Spanje | 83 – 65 | Litouwen |

## Finale
Deze wedstrijd is gespeeld in Ankara.
| Datum        | Land     | Score   | Land    |
| ------------ | -------- | ------- | ------- |
| 11 september | Tsjechië | 72 – 70 | Rusland |

## Eindrangschikking
| Goud   | Tsjechië  |
| Zilver | Rusland   |
| Brons  | Spanje    |
| 4      | Litouwen  |
| 5      | Frankrijk |
| 6      | Letland   |

| 7  | Polen                |
| 8  | Turkije              |
| 9  | Servië en Montenegro |
| 10 | Griekenland          |
| 11 | Duitsland            |
| 12 | Roemenië             |

## Individuele prijzen

### MVP (Meest Waardevolle Speler)
- Maria Stepanova

### All-Star Team
- Amaya Valdemoro
- Hana Horáková
- Eva Vítečková
- Tatjana Sjtsjegoleva
- Maria Stepanova

1938 · 
1950 · 
1952 · 
1954 · 
1956 · 
1958 · 
1960 · 
1962 · 
1964 · 
1966 · 
1968 · 
1970 · 
1972 · 
1974 · 
1976 · 
1978 · 
1980 · 
1981 · 
1983 · 
1985 · 
1987 · 
1989 · 
1991 · 
1993 · 
1995 · 
1997 · 
1999 · 
2001 · 
2003 · 
2005 · 
2007 · 
2009 · 
2011 · 
2013 · 
2015 · 
2017 · 
2019 · 
2021 · 
2023